# Elezioni politiche suppletive in Italia del 2000
Le elezioni politiche suppletive italiane del 2000 sono le elezioni tenute in Italia nel corso del 2000 per eleggere deputati o senatori dei collegi uninominali rimasti vacanti.

## Camera dei deputati

### Collegio Sardegna - 6
Le elezioni politiche suppletive nel collegio elettorale di Tortolì si sono tenute il 18 giugno 2000 per eleggere un deputato per il seggio lasciato vacante da Giovanni De Murtas (PRC), deceduto il 1º aprile 2000. Il collegio è formato da 51 comuni: Aritzo, Arzana, Atzara, Austis, Bari Sardo, Baunei, Belvì, Cardedu, Desulo, Elini, Escalaplano, Escolca, Esterzili, Gadoni, Gairo, Genoni, Gergei, Girasole, Ilbono, Isili, Jerzu, Laconi, Lanusei, Loceri, Lotzorai, Meana Sardo, Nuragus, Nurallao, Nurri, Orroli, Ortueri, Osini, Ovodda, Perdasdefogu, Sadali, Serri, Seui, Seulo, Sorgono, Talana, Tertenia, Teti, Tiana, Tonara, Tortolì, Triei, Ulassai, Urzulei, Ussassai, Villagrande Strisaili e Villanova Tulo.
| Partito                            | Partito                                                                                | Candidato                          | Risultati 18 giugno 2000 | Risultati 18 giugno 2000 |
| Partito                            | Partito                                                                                | Candidato                          | Voti                     | %                        |
| ---------------------------------- | -------------------------------------------------------------------------------------- | ---------------------------------- | ------------------------ | ------------------------ |
|                                    | L'Ulivo                                                                                | Antonio Loddo                      | 12 792                   | 45,29                    |
|                                    | Forza Italia - Alleanza Nazionale - Convergenza Sarda - Partito del Popolo Sardo - CCD | Antonio Liori                      | 9 877                    | 34,97                    |
|                                    | Partito della Rifondazione Comunista                                                   | Giovanni Marras                    | 4 386                    | 15,53                    |
|                                    | Sardigna Natzione                                                                      | Francesco Carta                    | 1 189                    | 4,21                     |
|                                    |                                                                                        |                                    |                          |                          |
| Iscritti                           | Iscritti                                                                               | Iscritti                           | 89 622                   | 100,00                   |
| ↳ Votanti (% su iscritti)          | ↳ Votanti (% su iscritti)                                                              | ↳ Votanti (% su iscritti)          | 29 663                   | 33,10                    |
| ↳ Voti validi (% su votanti)       | ↳ Voti validi (% su votanti)                                                           | ↳ Voti validi (% su votanti)       | 28 244                   | 95,22                    |
| ↳ Schede non valide (% su votanti) | ↳ Schede non valide (% su votanti)                                                     | ↳ Schede non valide (% su votanti) | 1 419                    | 4,78                     |
| ↳ Astenuti (% su iscritti)         | ↳ Astenuti (% su iscritti)                                                             | ↳ Astenuti (% su iscritti)         | 59 959                   | 66,90                    |
|                                    |                                                                                        |                                    |                          |                          |
|                                    | Esito: collegio passa da Alleanza dei Progressisti a L'Ulivo                           |                                    |                          |                          |

## Riepilogo
| Data      | Camera              | Circoscrizione | Collegio    | Partito | Partito | Parlamentare uscente | Partito | Partito | Parlamentare eletto |
| --------- | ------------------- | -------------- | ----------- | ------- | ------- | -------------------- | ------- | ------- | ------------------- |
| 18 giugno | Camera dei Deputati | Sardegna       | 6 (Tortolì) |         | PRC     | Giovanni De Murtas   |         | I Dem   | Antonio Loddo       |